# Гранароло дел’Емилија
Гранароло дел’Емилија (итал. Granarolo dell'Emilia) је насеље у Италији у округу Болоња, региону Емилија-Ромања.
Према процени из 2011. у насељу је живело 5.633 становника. Насеље се налази на надморској висини од 26 м.

## Становништво
| 1931. | 1936. | 1951. | 1961. | 1971. | 1981. | 1991. | 2001. | 2011.  |
| ----- | ----- | ----- | ----- | ----- | ----- | ----- | ----- | ------ |
| 5.151 | 5.027 | 4.927 | 4.157 | 5.250 | 6.510 | 6.934 | 8.696 | 10.766 |